# Робинсон, Брукс
Брукс Калберт Робинсон младший (англ. Brooks Calbert Robinson, Jr., 18 мая 1937, Литл-Рок — 26 сентября 2023, Owings Mills, Мэриленд) — американский профессиональный бейсболист. Всю свою 23-летнюю карьеру провёл в клубе Главной лиги бейсбола «Балтимор Ориолс». Он отбивал и кидал правой рукой несмотря на то, что от природы левша. Считается одним из лучших игроков третьей базы в истории МЛБ. За свою карьеру он 16 раз подряд получал награду «Золотая перчатка» и делит второе место по количеству этой награды. В 1983 году Робинсон был включён в Бейсбольный Зал славы.

## Ранняя жизнь
Брукс Робинсон родился 18 мая 1937 года в Литл-Роке (штат Арканзас) в семье Брукса Калберта и Этель Мэй Робинсон. Его отец работал в пекарне, а позже стал капитаном в отделении противопожарной охраны города. В свободное время его отец играл в полупрофессиональной бейсбольной команде на позиции игрока второй базы. Мать работала в Sears Roebuck & Company, а потом в офисе контролёра в Капитолии штата. В детстве Брукс Робинсон-младший подрабатывал развозя газеты на своём велосипеде, а также продавал напитки и управлял табло на «Ламар Портер-филде».
Робинсон учился в старшей школе Литл-Рок, где привлёк внимание скаутов бейсбольной команду университета Арканзаса. По окончании обучения он играл в Южной Америке в 1955 году и на Кубе в 1957 году. В межсезонье 1956—1957 годов и в 1958 году он посещал университет Литл-Рока, где основной его дисциплиной был бизнес. В 1959 году он вступил в Национальную гвардию Арканзаса, а вскоре был переведён в Вооружённые силы США.

## Профессиональная карьера
В 1955 году Робинсон в качестве свободного агента подписал контракт с «Ориолс». Его дебют в МЛБ состоялся 17 сентября 1955 года в игре против «Вашингтон Сенаторз». В ней он сделал два хита и помог своей команде одержать победу со счётом 3:1. В 1964 году Рробинсон провёл свой лучший сезон в МЛБ — его процент отбивания составил 31,8 %, он выбил 28 хоум-ранов и стал лидером лиги по количеству runs batted in (118). Благодаря его успешной игре он получил награду самого ценного игрока Американской лиги. В 1966 году он стал самым ценным игроком матча всех звёзд и занял второе место в голосовании на звание самого ценного игрока АЛ. Его команда также выступила успешно в этом сезоне, одержав победу в Мировой серии над «Лос-Анджелес Доджерс».